# Страшна помста
«Страшна помста» — повість Миколи Васильовича Гоголя, що входить до збірки «Вечори на хуторі біля Диканьки». Приблизно датується літом – початком осені 1831 року. У першому виданні «Вечорів» «Страшна помста» доповнена підзаголовком, прибраним у наступних перевиданнях: «Старовинна бувальщина».
Стилістичні особливості «Страшної помсти» носять сліди впливу фольклору, особливо східно-слов'янського. Крім думи, складеної Гоголем, про голосіння, про пісні, написані в наслідування українських народних пісень, у повісті багато фольклорних образів, порівнянь, епітетів, у тому числі відомий опис Дніпра: «Чудний Дніпро за тихої погоди, коли вільно і плавно мчить крізь ліс і гори повні води свої... Рідкісний птах долетить до середини Дніпра. Пишний!»

## Сюжет

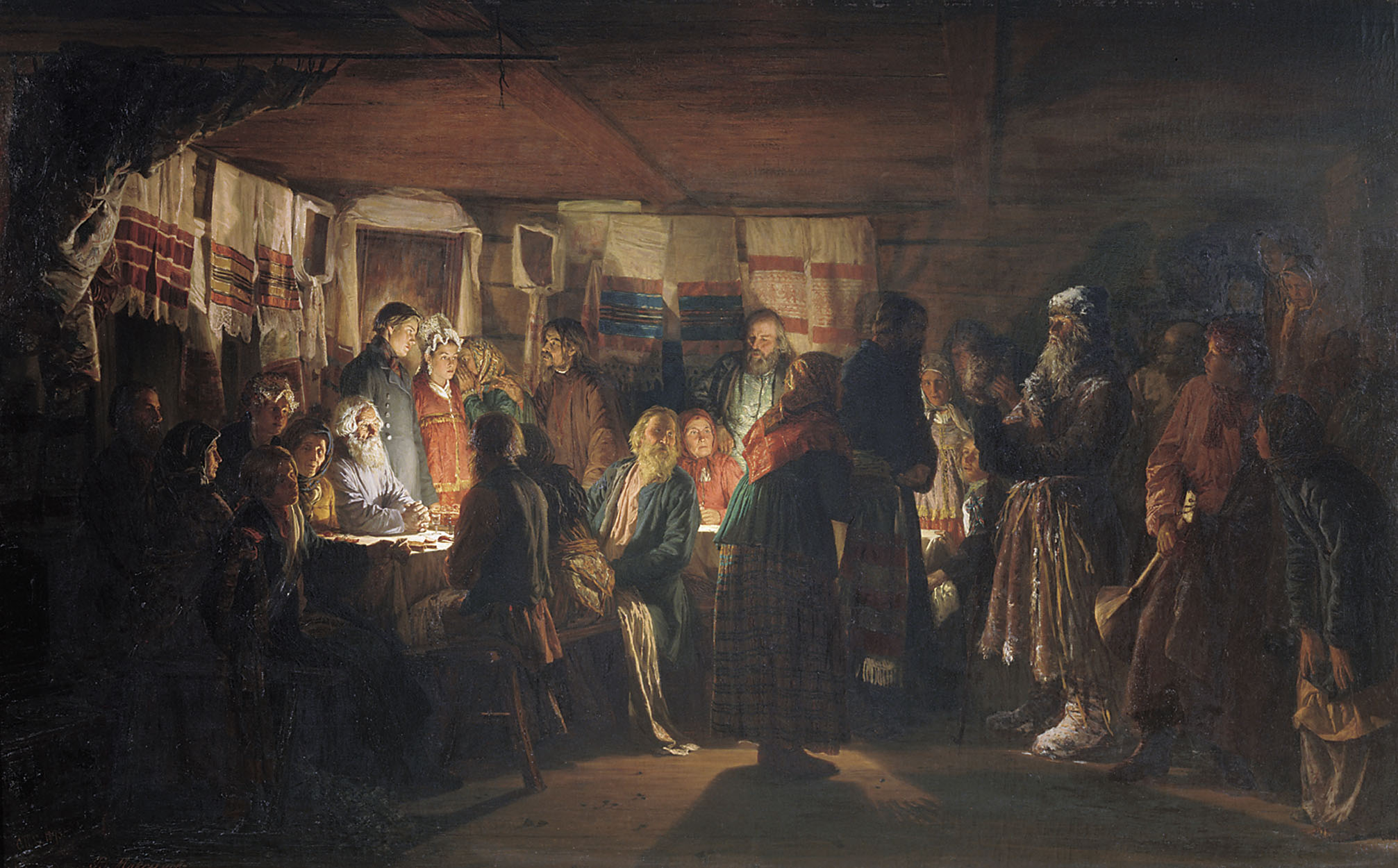
В. М. Максимов «Прихід чаклуна на селянське весілля» (1875)

Під час весілля сина старий осавул Горобець виносить ікони, щоби благословити ними молодих. Один із гостей козаків раптом перетворюється на потворного старого, через що осаул здогадується, що перед ними чаклун. За допомогою ікон нечестивця виганяють.
Названим братом осавула був Данило Бурульбаш. До його дружини Катерини зненацька приїжджає батько, якого вона з дитинства не бачила. Батько Катерини відмовляється від звичайної їжі та п'є якусь чорну рідину зі своєї пляшки. Пізніше Катерині сниться, що чаклун із весілля і є її батьком. З'являються зловісні провістки: на старому занедбаному цвинтарі піднімаються мерці, своїми болісними криками лякаючи живих людей.
За хутором стоїть старий замок, що користується поганою славою. Помітивши світло у його вікні, Данило з цікавості разом із козаком Стецьком забирається на високий дуб і бачить свого тестя за темним обрядом: він викликав душу своєї дочки. Данило зрозумів, що сни його дружини —правда. Повернувшись додому, Данило знаходить спосіб виловити чаклуна, якого садять у в'язницю. Умовляннями чаклунові вдається переконати дочку випустити його, після чого він зникає.
Незабаром на хутір нападають ляхи. У бою Данило помічає свого тестя-чаклуна, який влучним пострілом смертельно його ранить. Катерині уві сні з'являється батько і вимагає вийти за нього заміж. За відмову він убиває її сина. Від пережитого потрясіння Катерина божеволіє. Накинувшись із ножем на прибулого в хутір, впізнавши у ньому свого батька-чаклуна, жінка сама стає його жертвою.
Під Києвом з'явилося дивне явище: стало видно Карпатські гори, а на одній із них вершник із заплющеними очима. Дорогою мчав на коні чаклун, намагаючись втекти від вершника. З'явився він до схимника в печеру, щоб той відмолив гріхи, але схимник, розуміючи, що ці гріхи великі, відмовляється, і чаклун його вбиває. Втікав чаклун, але яку дорогу не вибирав, приводила його до Карпат та страшного вершника, який схопив чаклуна за шию і вбив.
Наприкінці повісті стає відомо від бандуриста, що кінець історії про Данила, Катерину та її батька-чаклуна був вирішений наперед. Давним-давно жили два брати-козаки Іван та Петро. Король Степан запропонував велику нагороду за затримання турецького паші, який сам із десятьма яничарами міг порубати цілий полк. Удачливіший Іван отримує нагороду і великодушно поділяє її з Петром. Петро ж із заздрощів затаїв на нього злість. Поїхали Іван і Петро на жалувані королем землі і, проїжджаючи гірською стежкою в Карпатах, зіштовхнув Петро Івана разом з конем у прірву. Іван же зачепився за сук і зумів утримати сина-немовля, якого віз із собою. І став Іван просити врятувати хоча б сина, але Петро скинув списом у прірву обох.
Після смерті Петра на Божому суді Іван попросив, щоб тому вибрали страту: останнім у роді Петра повинен виявитися лиходій, яких не було раніше, щоб за його гріхи страждали і всі предки його. А Іван, сидячи на коні на найвищій горі, повеселився б, дивлячись на муки брата. Та мука для Петра буде найстрашніша: бо для людини немає більшої муки, як хотіти, але не могти помститися. Так усе й відбулося, але й сам Іван повинен тепер сидіти вічно на своєму коні, дивлячись на муки брата, і доки він сидить на коні, не буде йому Царства Небесного.

## Історичний контекст
Під ім'ям короля Степана у повісті виведено реальну історичну постать — Стефана Баторія, короля польського і великого князя литовського. Саме Стефан Баторій дав запорізьким козакам правильну організацію, дозволив їм обирати гетьмана та інше начальство. У повісті Іван отримує в нагороду, крім усього іншого, землі у володіння, що історично підтверджується: Стефан Баторій почав наділяти козаків за службу землями; також як зазначено у повісті Стефан Баторій вів війну з Туреччиною.
Події історії Івана та Петра (як передісторія до основної розповіді та пояснення основи всіх подій) розгортаються у період правління Стефана Баторія, а час основної дії повісті (історія пана Данила, його дружини Катерини та її батька-чаклуна) відноситься до часів після гетьмана Сагайдачного.

## Екранізації
- 1988  СРСР — мультфільм «Страшна помста» режисера Михайла Титова[3][4].
- 2018  Росія — «Гоголь. Страшна помста» режисера Єгора Баранова[5].